# Trolejbusy w Czeboksarach
Trolejbusy w Czeboksarach (czuw. Шупашкар троллейбусĕ) – system trolejbusowy funkcjonujący w mieście Czeboksary, w stolicy Czuwaszji, w Rosji. Został uruchomiony 7 listopada 1964 r. Operatorem jest przedsiębiorstwo Czeboksarskoje trollejbusnoje uprawlenije.

## Linie
Według stanu z września 2020 r. w Czeboksarach kursowało 17 linii trolejbusowych.
| Linia | Trasa                                      |
| ----- | ------------------------------------------ |
| 1     | Uniwiersitiet ↔ «OAO Promtraktor»          |
| 2     | Agriegatnyj zawod ↔ Aeroport               |
| 3     | ul. Uniwiersitietskaja ↔ OAO «Promtraktor» |
| 4     | Uniwiersitiet ↔ Ż.d. wokzał                |
| 5     | Agriegatnyj zawod ↔ OAO «Promtraktor»      |
| 6     | Ż.d. wokzał ↔ OAO «Promtraktor»            |
| 8     | pos. Jużnyj ↔ OAO «Promtraktor»            |
| 9     | Aeroport ↔ Agriegatnyj zawod               |
| 10    | Ż.d.wokzał ↔ mkr. «Sadowyj»                |
| 11    | Ż.d. wokzał ↔ PO im. W.I Czapajewa         |
| 14    | Uniwiersitiet ↔ Masztiechnikum             |
| 15    | Aeroport ↔ Krasnaja płoszczad´             |
| 17    | ul. Uniwiersitietskaja ↔ PO im. Czapajewa  |
| 18    | pos. Algieszewo ↔ Krasnaja płoszczad´      |
| 20    | OAO Chleb ↔ Masztiechnikum                 |
| 21    | b-r Junosti ↔ Miedicynskij centr           |
| 22    | Uniwiersitiet ↔ OAO Chleb                  |

## Tabor
Stan z 3 września 2020 r.
| Zdjęcie        | Typ             | Eksploatacja od | Liczba |
| -------------- | --------------- | --------------- | ------ |
|                | ZiU-682G        | 1993            | 191    |
|                | AKSM-101        | 1997            | 9      |
|                | BTZ-5276-04     | 2004            | 9      |
|                | MTRZ-6223       | 2006            | 17     |
|                | BTZ-52761R      | 2006            | 12     |
|                | WZTM-5284       | 2006            | 6      |
|                | WMZ-5298        | 2009            | 6      |
|                | BTZ-52768R      | 2014            | 2      |
|                | Trolza-5265     | 2018            | 5      |
|                | UTTZ-6241-10-02 | 2019            | 4      |
| Łączna liczba: | Łączna liczba:  | Łączna liczba:  | 261    |